# Schlacht bei Edgehill
Die Schlacht von Edgehill (oder Edge Hill), die erste Feldschlacht des Englischen Bürgerkriegs fand am 23. Oktober 1642 in der Nähe des Edge Hill bei Kineton im Süden von Warwickshire statt. Sie endete unentschieden, hinderte die Royalisten aber daran, auf London zu marschieren und dadurch einen schnellen Sieg über das Heer des Parlaments zu erringen. 

## Vorgeschichte
In Shrewsbury hielt Prinz Ruprecht von der Pfalz Kriegsrat, um über das weitere Vorgehen zu entscheiden. Es gab zwei Möglichkeiten: Entweder auf Worcester zu marschieren, wo das gegnerische parlamentarische Heer sich unter dem Earl of Essex versammelt hatte, oder auf London zu marschieren, da die Straßen dorthin frei waren. Es wurde beschlossen, den Feind nicht anzugreifen und direkt nach London zu marschieren.
Unter den Generälen der Royalisten war diese Entscheidung umstritten. Sie wollten lieber die Auseinandersetzung mit dem Earl of Essex suchen, bevor dessen Position zu stark wurde. Angesichts der Stimmung auf beiden Seiten war es unmöglich die Entscheidung aufzuschieben. Der Earl of Clarendon formulierte es so: Es wurde für ratsam erachtet nach London zu marschieren und es galt dabei als sicher, dass sich Essex ihnen in den Weg stellen musste. Infolgedessen verließ die royalistische Armee am 12. Oktober Shrewsbury – zwei Tagesmärsche dem Feinde voraus – und setzte sich südöstlich in Marsch. Damit unternahmen sie den von Essex gewünschten Schritt, der aufbrach, um sie vor London noch abzufangen. Am Morgen des 23. Oktober standen die Royalisten in der Nähe von Edgehill kampfbereit und blickten in Richtung Kineton. Weil Essex ein erfahrener Soldat war, fehlte ihm das Vertrauen in das unerfahrene Parlamentsheer. So konnte er etwa am 23. September aus der Schlacht an der Powick Bridge keinen größeren Nutzen ziehen, weil es zu Kommunikationsfehlern unter seinen Einheiten gekommen war.

## Strategie
Am 12. Oktober brach Karl I. von England mit seinem royalistischen Heer von Shrewsbury in Richtung London auf. Parallel zu der Südbewegung, die Karl I. unternahm, brach der Earl of Essex mit seinen parlamentarischen Streitkräften von Worcester ebenfalls in Richtung London auf.
Um der Gefahr von Seitenangriffen zu entgehen, drängte Ruprecht von der Pfalz Karl I., jenseits von Edgehill Stellung zu beziehen. Essex, in Unkenntnis ihrer Nähe, marschierte in gefährlich enger Aufstellung, bevor er seine Truppen spontan auf den Kampf vorbereiten konnte. Die Schlacht wurde am Nachmittag des 23. Oktobers eröffnet.

## Schlacht
Karl I. ritt an seinen Streitkräften entlang, um seine Truppen anzuspornen. Die gegnerischen parlamentarischen Truppen fühlten sich dadurch herausgefordert und eröffneten das Feuer. Damit begann ein wechselseitiges Artilleriefeuer, das über eine Stunde dauerte. Zu passender Gelegenheit eröffnete Prinz Ruprecht die offene Schlacht, indem er die royalistische Kavallerie angreifen ließ. Auf dieses Zeichen hin wechselte eine beachtliche und bestochene Anzahl von parlamentarischen Kavalleristen die Front, um sich den Royalisten anzuschließen. In der parlamentarischen Armee klaffte dadurch eine Lücke im linken Flügel, so dass zwei benachbarte Infanterieregimenter voneinander getrennt wurden. Angesichts der heranreitenden Kavallerie von Prinz Rupert und des Verrats ihrer eigenen Kavallerie rannten viele Soldaten der parlamentarischen Armee davon. Die royalistische Kavallerie setzte ihnen nach. Sie führte dabei einen Angriff auf die Versorgungstruppe in Kineton, wodurch sie den rechten Flügel der Royalisten nicht mehr unterstützen konnten.
Bald nachdem Parlamentarier und Royalisten im Vorfeld von Radway aufeinander getroffen waren, führte Balfour mit der Brigade von Sir John Byron einen Angriff auf das Zentrum der royalistischen Aufstellung. Auf seiner rechten Flanke kam es zu einem dramatischen Höhepunkt des Kampfes, als Sir Edmund Verney bei der Verteidigung der königlichen Standarte fiel. Obwohl die Standarte nachweislich in den Händen des parlamentarischen Fähnrichs Arthur Young war, fiel sie nach sechs Minuten wieder in Hände der Royalisten zurück.
Als größter Fehler in der Schlacht erwies sich der Angriff von Ruprechts Kavallerie auf Kineton, der letztlich die Royalisten den Sieg über die Parlamentarier kostete.
Die Kämpfe bei Edgehill am 23. Oktober 1642, so wurde gesagt, dauerten nur vier Stunden – vier Stunden, die unweigerlich zu vier Jahren Blutvergießen und Bürgerkrieg führten.

## Ergebnis
Keine der beiden Seiten konnte sich entscheidend behaupten. Dennoch beanspruchte Essex den Sieg für sich, da er ein Gnadenangebot Karls I. nach der Schlacht als Eingeständnis der Niederlage wertete.
Am Morgen des 24. waren beide Parteien noch immer auf dem Schlachtfeld, setzten aber den Kampf nicht fort. Essex zog sich auf Warwick Castle zurück, so dass die Straße nach London jetzt für Karl I. offen stand. Prinz Ruprecht sammelte die Reste seiner Kavallerie auf und drängte Karl I. zum Vorstoß auf die Hauptstadt. Der König entschied sich jedoch gegen einen Weitermarsch und schenkte so den parlamentarischen Streitkräften wertvolle Zeit, um sich erneut aufzustellen. Im entfernten London fanden sich zahlreiche, aber unerfahrene Milizen in einer Garnison ein. Wenig später erreichten diese Milizen Reading, das Essex wieder zurückerobern konnte und damit jeden weiteren royalistischen Anmarsch verhinderte. Karl I. verlor durch seine zögerliche Haltung die beste Gelegenheit, mit London das parlamentarische Widerstandszentrum zu unterwerfen und so einen möglicherweise schnellen Sieg über die Gegenseite zu erringen. Damit nahm ein blutiger, für damalige Zeiten moderner Krieg seinen Anfang.
Beide Seiten hatten seltsamerweise gleich viele Opfer zu beklagen: 3000 Verwundete und 3000 Tote. Die hohe Zahl der überlebenden Verletzten wurde der kalten Witterung in der Nacht vom 23. zum 24. Oktober 1642 zugeschrieben, die das Blut gerinnen ließ und Infektionen verhinderte oder einfach ein Verbluten verhinderte.
Karl I. und die Royalisten verbrachten den Winter in der Universitätsstadt Oxford, die sie bis zum Ende des Bürgerkrieges zu ihrer Hauptstadt machten. Sie sicherten die Stadt und bauten Schanzen. London sollte der König erst als Gefangener wiedersehen, dort wurde er schließlich auch hingerichtet.

## Karten
- Das offizielle Schlachtfeld. Dies ist die Seite der parlamentarischen Armee, die sich mehr mit dem Zeitraum befasst, zu dem die meisten Kämpfe vorüber waren.
- Das weitere Schlachtfeld. (mit einem Schritt herauszoomen). Der enge Wald, der seit der Schlacht wahrscheinlich noch weiter zugewachsen ist, markiert den Abhang des Edge Hills von deren Anhöhe aus, wo sich die königliche Armee zur Schlacht aufstellte. Nordwestlich konnte man den niederen Hang übersehen und die Ebene, auf der die Schlacht ausgetragen wurde. Die parlamentarische Armee stellte sich in Höhe des späteren Militärdepots mit dem linken Flügel auf der Straße auf.